# Levesville-la-Chenard
Levesville-la-Chenard är en kommun i departementet Eure-et-Loir i regionen Centre-Val de Loire strax norr om centrala Frankrike. Kommunen ligger i kantonen Janville som tillhör arrondissementet Chartres. År 2022 hade Levesville-la-Chenard 235 invånare.

## Befolkningsutveckling
Antalet invånare i kommunen Levesville-la-Chenard
Referens:INSEE